# Patrick Cattrysse
Patrick Cattrysse (1957) is hoofddocent aan de Vlaamse Script Academie te Brussel. Hij is gespecialiseerd op het vlak van de filmische adaptatie, de theorie van de filmgeschiedenis en het scenarioschrijven.
Cattrysse werkte verschillende jaren als mediadeskundige. Sinds 1985 doceert hij scenarioschrijven aan diverse binnen- en buitenlandse universiteiten en hoge (film)scholen.
In 1995 publiceerde hij “Handboek Scenarioschrijven“, uitgegeven door Garant, waarvan in 2004 de 4e editie verscheen.

## Studieachtergrond
- Universiteit Antwerpen: Master Film Studies en Visuele Cultuur
- K.U.Leuven:postgraduaat Culturele Studies
- Andere: Emerson College European Center, de Université Libre de Bruxelles, de Universiteit Turku (Finland), de Vlaamse Script Academie, het NARAFI (Film hogeschool Brussel), St. Lukas Brussel (Hogeschool afd. Beeldverhaal), en de Escuela Internacional de Cine y Television (San Antonio; Cuba).

## Nederlandstalige publicaties
- 1988, Videoproduktie (met W. Hesling), Leuven, Dpt. Communicatie Studies, 209p.
- 1990, Audiovisuele Communicatie, Brussel, Communicatie Studies, 250p.
- 1991, De Semi-Documentaire: een analyse in termen van normen en systemen, Communicatie, 20 (3):11-32.
- 1991, Double Indemnity en de film noir, Communicatie, 20 (4):25-37.
- 1991, Wilder scenarist: de eerste jaren in Hollywood, Nederlands Filmmuseum, 4 (3):2.
- 1991, Wilder als scenarist in Hollywood : Double Indemnity, p. 193-225, in W. Hesling (red.), Billy Wilder. Tussen Weimar en Hollywood, Leuven/Apeldoorn, Garant.
- 1991, Vertaling, adaptatie en intertekstualiteit, Communicatie 21 (1):38-47
- 1993, Scenarioschrijven: geschiedenis en theorie, Brussel, Communicatiewetenschap, 230p.
- 1993, Film en literatuur, Brussel, Communicatie Studies, 194p.
- 1993, Vergelijkende Filmwetenschap, Brussel, Communicatiewetenschap, 210p.
- 1994 “The Unbearable Lightness of Being: een andere kijk op de film adaptatie”, in Communicatie 24(1):17-31.
- 1998, De studie van de filmadaptatie: methodologische suggesties, Handelingen der Koninklijke Zuid-Nederlandse Maatschappij voor Taal- en Letterkunde en Geschiedenis, 59-71.
- 2004, Handboek Scenarioschrijven, 4e editie, Leuven-Apeldoorn, Garant.
- 2007, “Globaal en alternatief scenarioschrijven: enkele methodologische beschouwingen”, in Pauwels, Luc (ed. 2007:161-182), Methodisch Kijken. Aspecten van onderzoek naar film- en beeldcultuur, Antwerpen, Acco.